# 카덴차

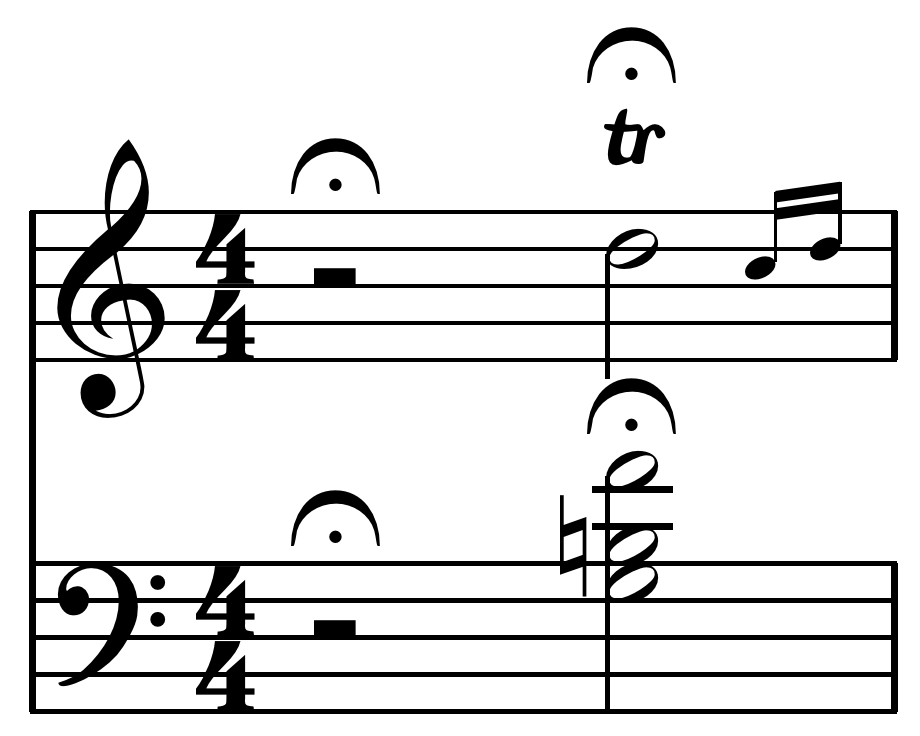
Cadenza indication from Beethoven's Piano Concerto in C minor: fermata over rest indicates beginning, fermata over the trill indicates close.

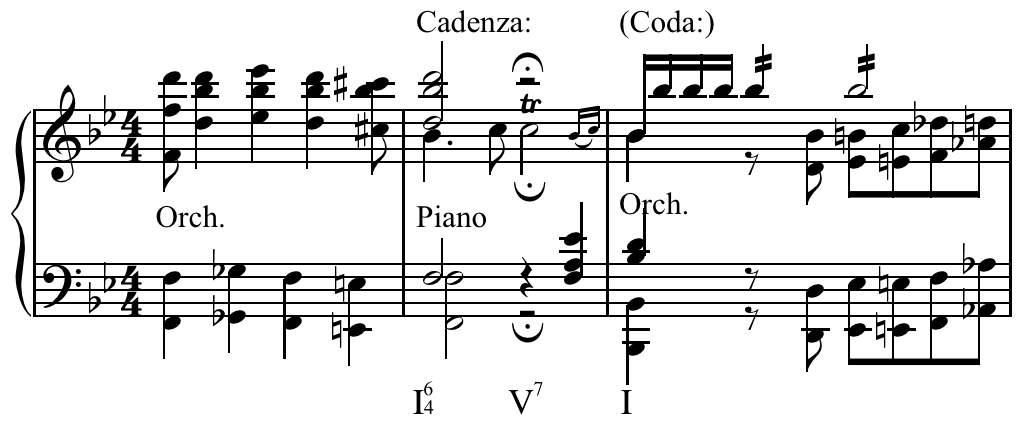
Cadenza indication from the first movement of Mozart's Piano Concerto in B♭ major, K. 595. The I–V–I progression at the cadenza is typical of the Classical concerto.

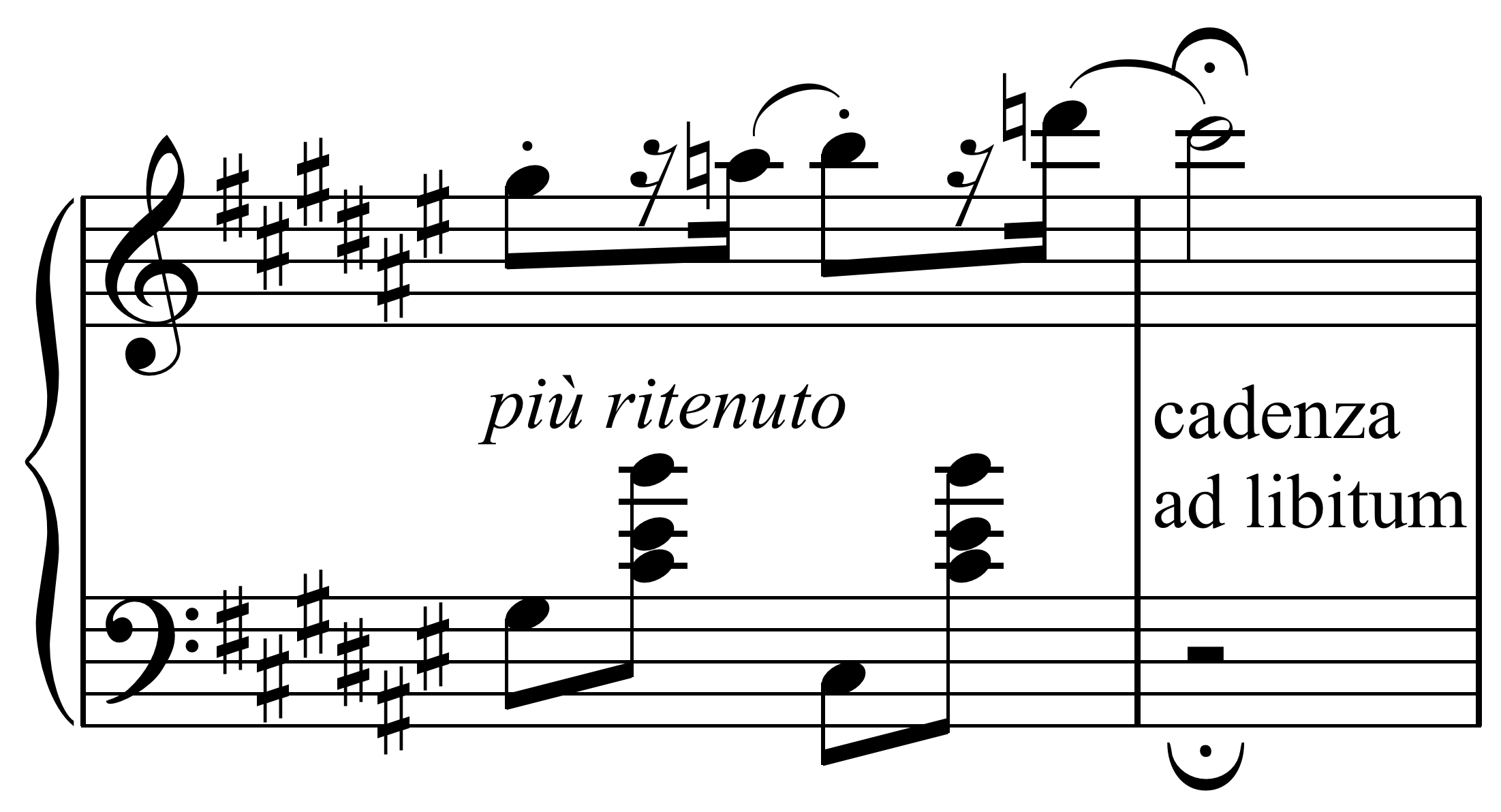
Cadenza ad libitum in Franz Liszt's Hungarian Rhapsody No. 2.

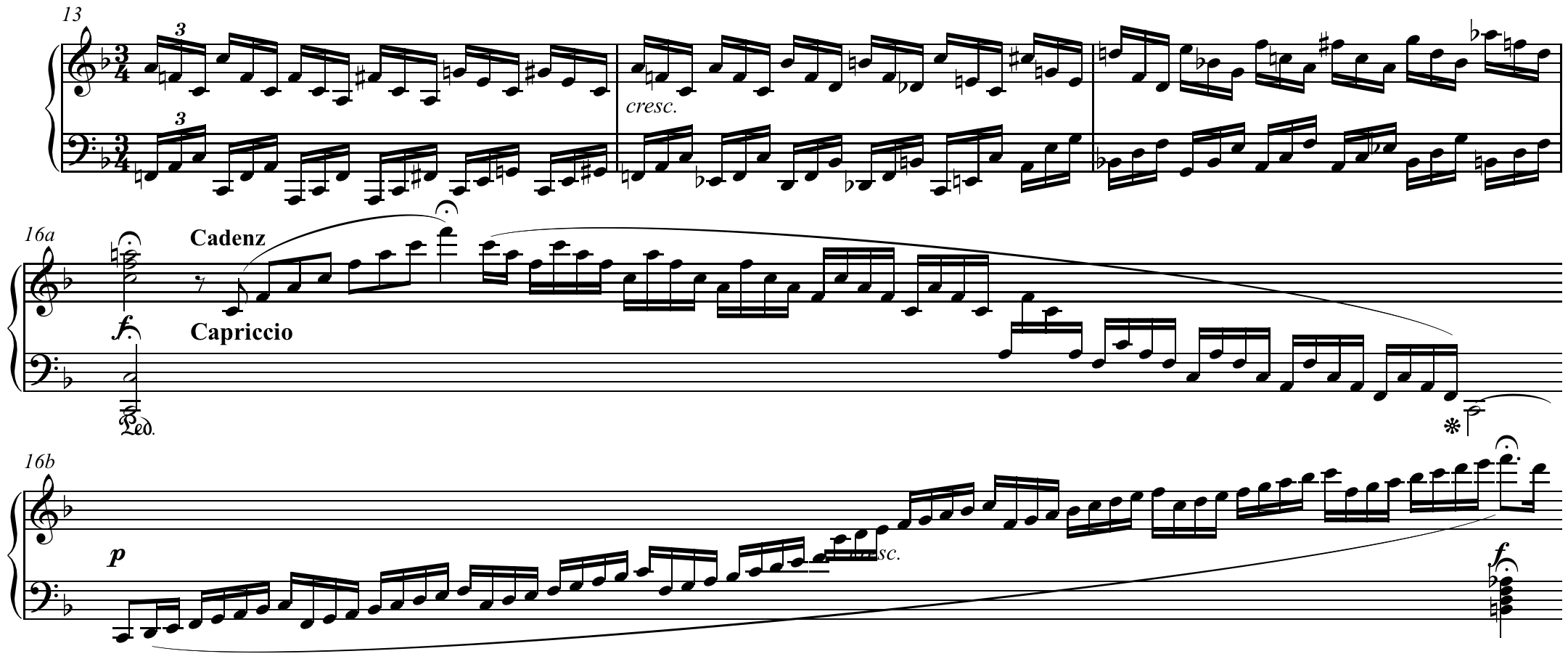
Written-out cadenza from Mozart's K. 398 (end of Variation 6) demonstrates the often unmetered quality of cadenzas

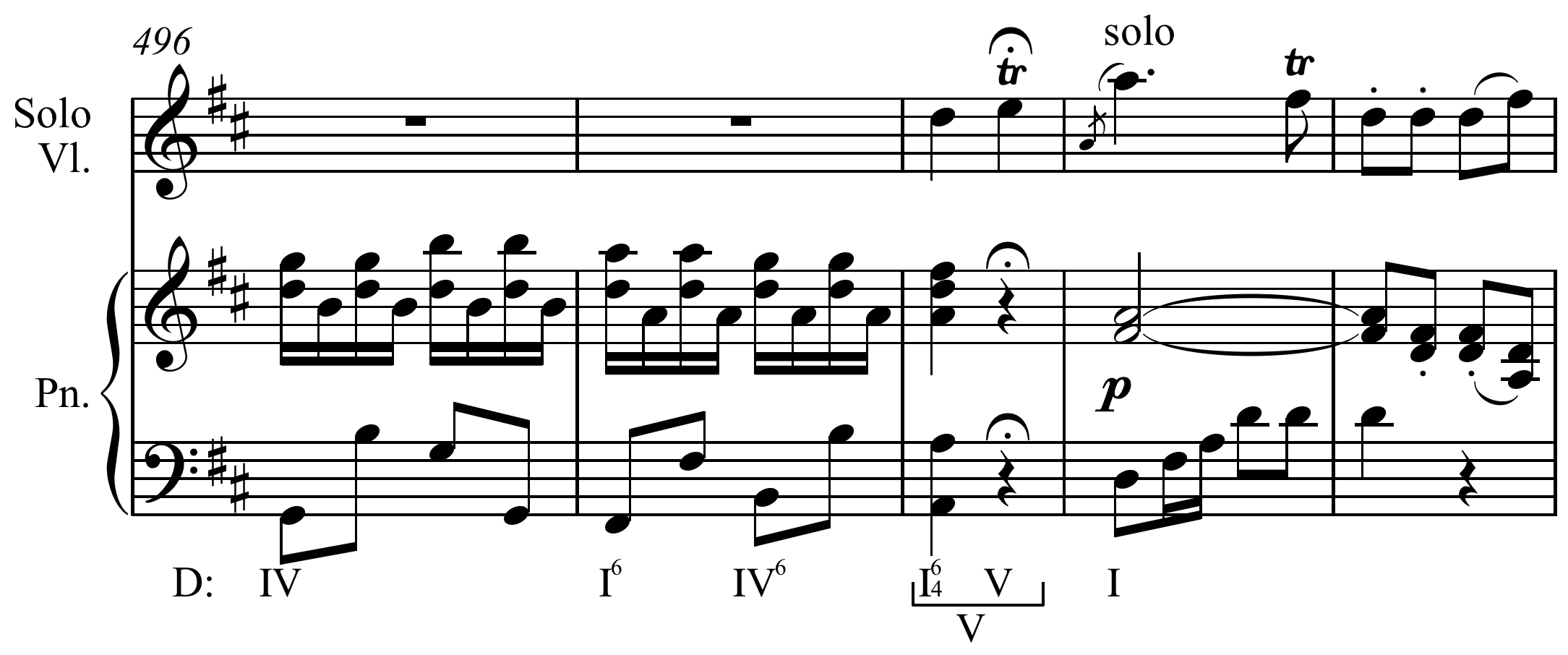
Cadenza in Mozart's Violin Concerto K. 271a, III. or cadenza

음악에서, 카덴차는 리듬을 의미하는 "cadenza"를 부른다;복수, cadenzite, 또는 자유롭게 즉흥적으로 연주한다. 이 시간 동안 반주는 쉬거나 음이나 화음이 지속된다. 따라서 즉흥적으로 만들어진 카덴자는 모든 부분에서 늘임표에 의해 쓰여진 표기법으로 나타난다. 일반적으로, 카덴차는 한조각의 최종 또는 주기 노트 또는 중요한 부분의 최종 또는 주기 노트에서 발생한다. 그것은 또한 마지막 코다나 리토르넬로 전에 발견될 수 있다.